# Ната-де-пинья
Ната-де-пинья (исп. Nata de piña; иногда именуется ананасовым желе) — желеобразный продукт филиппинской кухни, получаемый путём ферментации ананасового сока с использованием культуры бактерий komagataeibacter xylinus (англ.), которые имеют свойство создавать на поверхности жидкостей так называемую бактериальную целлюлозу (англ.), в данном случае, ананасовое желе. 
Ната-де-пинья представляет собой умеренно сладкий, сравнительно низкокалорийный десерт. Оно продаётся готовым к употреблению, и может использоваться, как самостоятельное блюдо, ингредиент для фруктовых салатов, топинг для мороженого.

## История
Родиной ананаса является Южная Америка. В XVII веке испанцы привезли саженцы ананасов из своих колоний в Латинской Америке в другое свое владение — на Филиппины. Там ананасы начали массово выращиваться ради изготовления из их волокон дорогой ткани под названием пинья (англ.). Из ткани пинья создавались легкие кружевные носовые платки и платья, которые вплоть до начала XX века пользовались популярностью как среди европейской аристократии, так и среди привилегированных слоёв населения самих Филиппин. Мякоть плодов  ананаса при этом являлась как-бы побочным продуктом при производстве ткани, поэтому являлась довольно доступным продуктом и послужила основой для большого количества филиппинских национальных блюд. 
Одним из таких блюд и стало желе ната-де-пинья, производство которого можно проследить вплоть до XVIII века. Как и в случае с другими продуктами, при создании которых задействованы бактерии (например, айран), производство ната-де-пинья начало осуществляться задолго до того, как стал понятен его химико-биологический механизм, просто на основе эмпирических наблюдений. 
Однако, после того, как к середине XX века спрос на ткань пинья значительно упал, себестоимость производства ната-де-пинья значительно возросла, а само производство, соответственно, сократилось. А уже в 1949 году одним из Филиппинских учёных-химиков было предложено начать производство кокосового желе (ната-де-коко) из кокосовой воды, по технологии, ранее использовавшейся для создания ната-де-пинья. Уже в 1950-х годах  такое производство было налажено. Оно оказалось коммерчески более выгодным, как по причине многофункциональности кокосов, так и по причине того, что созревание кокосовых орехов в гораздо меньшей степени привязано к конкретному сезону. 
Тем не менее, ната-де-пинья по-прежнему продолжает производиться на Филиппинах, хотя и в гораздо меньших масштабах, чем ната-де-коко.